# Yoalteuctin

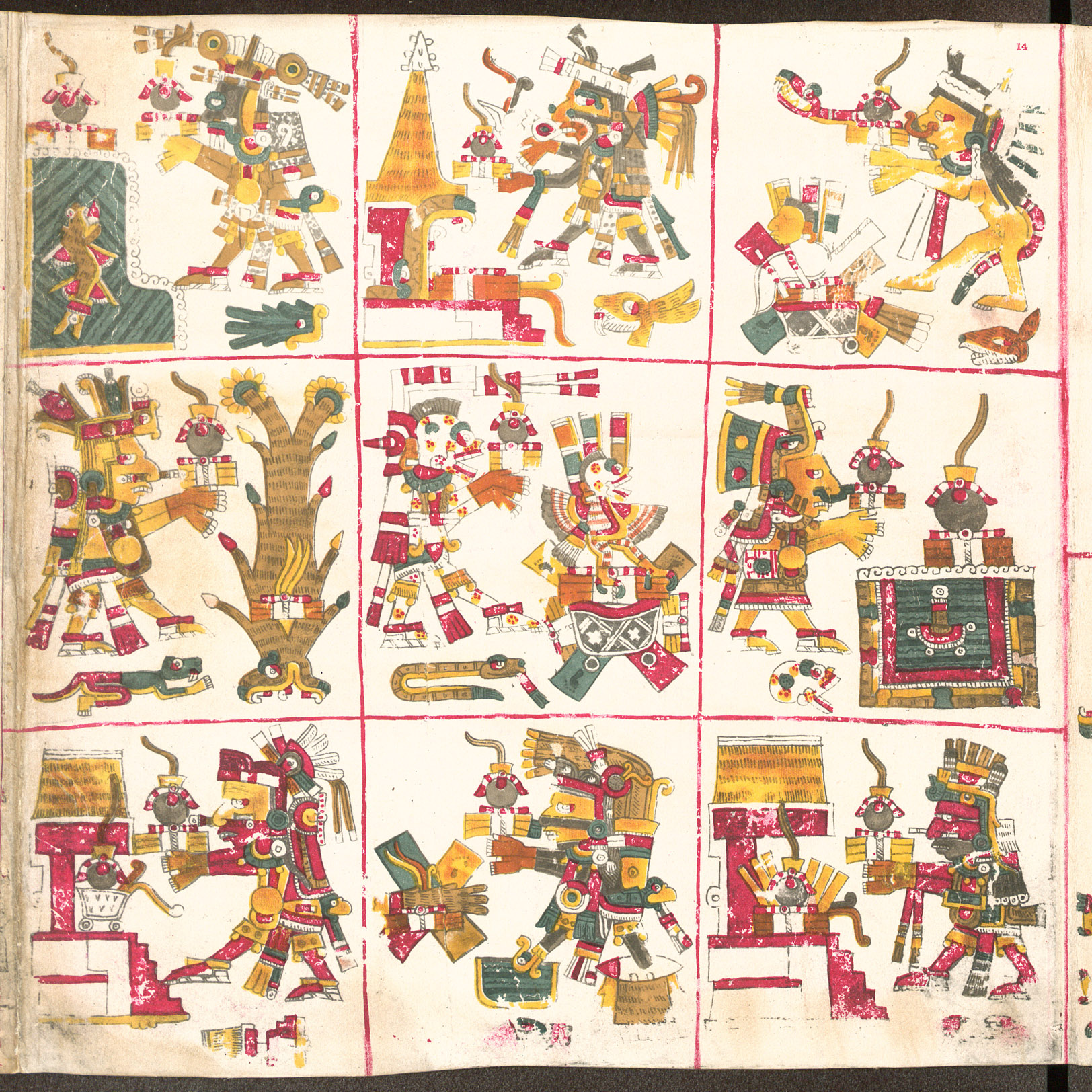
Señores de la Noche en el Códice Borgia.

En la mitología mexica los Yoalteuctin o los Señores de la Noche son las nueve deidades que gobiernan una particular noche. Estos dioses fueron cíclicos, de los cuales cada deidad resurgía cada nueve noches. El calendario maya también tiene nueve señores de la noche aunque sus nombres no están identificados.
Los Señores de la Noche son:
- Xiuhtecuhtli (♂), dios del fuego, señor del tiempo.
- Tezcatlipoca (♂), dios de la providencia, de la oscuridad y de lo invisible, señor de la noche, regidor del Norte.
- Piltzintecuhtli (♂), dios de los temporales.
- Cintéotl (⚥), dios del maíz.
- Mictlantecuhtli (♂), dios de los muertos, regidor del Inframundo.
- Chalchiuhtlicue (♀), diosa del agua, señora de los lagos, de los ríos y de los mares.
- Tlazoltéotl (♀), diosa de la sexualidad, señora de las transgresiones.
- Tepeyóllotl (♂), dios del eco y de las montañas, señor de los jaguares.
- Tláloc (♂), dios del rayo, de la lluvia y de los terremotos.